# 維什尼夫西克
51°0′18″N 32°46′39″E / 51.00500°N 32.77750°E
維什尼夫西克（烏克蘭語：Вишнівське），是烏克蘭北部的村莊，隸屬切爾尼希夫州的尼任區。該村始建於1919年，面積0.18平方公里，海拔高度137米，2006年人口19，人口密度每平方公里107.95人。